# Distrikt Punta Negra
Der Distrikt Punta Negra ist einer der 43 Stadtbezirke der Region Lima Metropolitana in Peru. Er umfasst eine Fläche von 130,5 km². Beim Zensus 2017 wurden 7074 Einwohner gezählt. Im Jahr 1993 lag die Einwohnerzahl bei 2373, im Jahr 2007 bei 5284. Der Verwaltungssitz (spanisch: Municipalidad Distrital) befindet sich in der Siedlung Punta Negra an der Pazifikküste.

## Geographische Lage
Der Distrikt Punta Negra liegt im Süden der Provinz Lima, 44 km südöstlich vom Stadtzentrum von Lima. Der Distrikt besitzt einen etwa 6 km langen Abschnitt an der Pazifikküste und reicht knapp 25 km ins Landesinnere, wo sich die Ausläufer der peruanischen Westkordillere erheben. Der Distrikt grenzt im Norden an den Distrikt Punta Hermosa, im Osten an den Distrikt Santo Domingo de los Olleros (Provinz Huarochirí) sowie im Süden an den Distrikt San Bartolo.